# Evelyne Hall
Evelyne Ruth Hall (Minneapolis, 10 settembre 1909 – Oceanside, 20 aprile 1993) è stata un'ostacolista statunitense, vincitrice della medaglia d'argento ai Giochi olimpici di Los Angeles 1932 con il tempo di 11"7, stabilendo il nuovo record mondiale insieme alla prima classificata, la connazionale Babe Didrikson (ottennero infatti lo stesso tempo).

## Palmarès
| Anno | Manifestazione  | Sede        | Evento            | Risultato | Prestazione | Note |
| ---- | --------------- | ----------- | ----------------- | --------- | ----------- | ---- |
| 1932 | Giochi olimpici | Los Angeles | 80 metri ostacoli | Argento   | 11"7        |      |